# لوکیوس کوینکتیوس کینکیناتوس
لوکیوس کوئینکتیوس کینکیناتوس (چینچیناتوس) (به لاتین: Lucius Quinctius Cincinnatus) (به ایتالیایی: Lucio Quinzio Cincinnato) (زاده ۵۱۹ق. م، متوفی ۴۳۰ق. م)، یک پاتریسی رومی، سیاستمدار، و فرمانده نظامی اوایل دوران جمهوری روم بود که به چهره افسانه ای فضیلت رومی در دوران امپراتوری بدل شد.

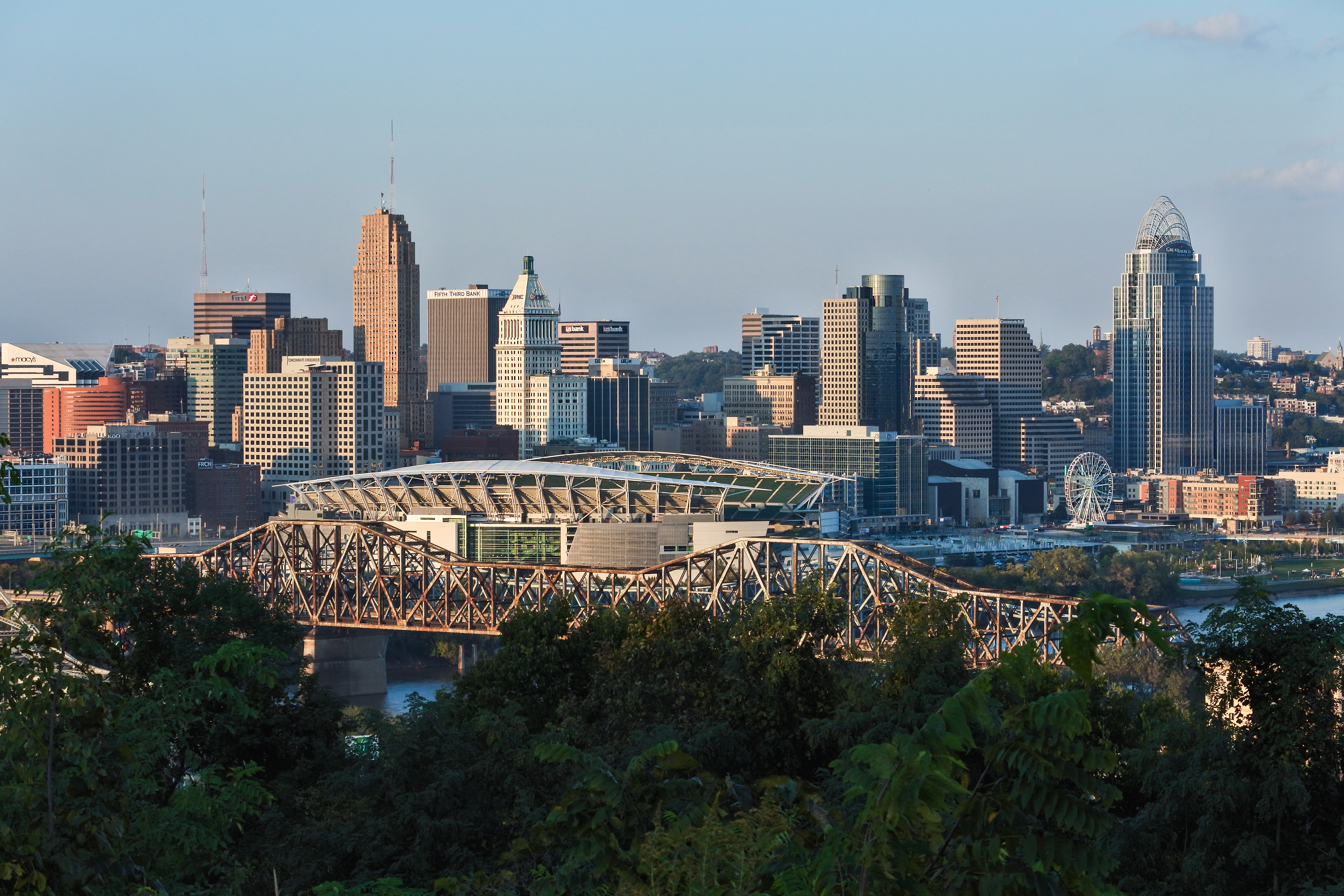
سینسیناتی، اوهایو، ۲۹اُمین شهر بزرگ آمریکا نام خود را از وی گرفته‌است.

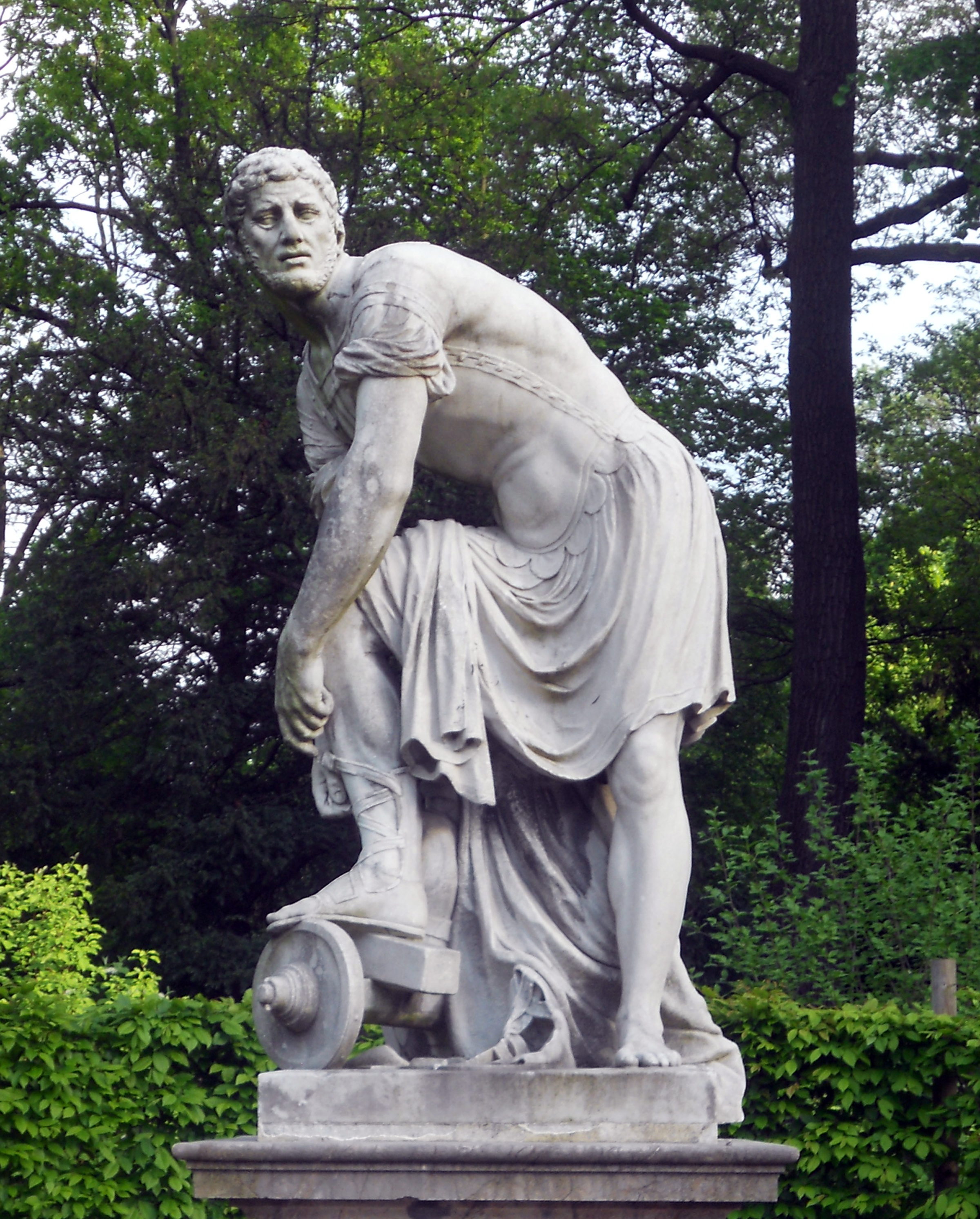
تندیس سینسیناتوس در کاخ شون‌برون، وین.

سینسیناتوس یک مخالف حقوق پلبی‌ها (شهروندان عادی) بود و پسر او «کایسو کوئینکتیوس سینسیناتوس» با مخافت شدیدش با خواست پلبی‌ها برای تدوین قانون برابری در برابر قانون، سبب تنگدستی پلبی‌ها شد. به رغم سن بالایش، در مزرعه کوچک خود کار می‌کرد، تا زمانی که به سبب توطئهٔ اسپوریوس مائلیوس∗، شهروندان از وی خواستند رهبری جنگ را عهده‌دار شود. وی گاوآهن را رها کرد تا اقتدار کامل بر حکومت را به عنوان یک دیکتاتور در دست بگیرد، امّا به محض کسب پیروزی سریع، قدرت و اختیارات خود را واگذار کرد و به مزرعه اش بازگشت. موفقیّت وی و استعفای فوری اش از اقتدارِ تقریباً مطلقش پس از فروکش کردن بحران اغلب به عنوان نمونه ای مثالی از رهبری، خدمت در مسیر خیر عمومی، فضیلت مدنی، تواضع و خاکساری یاد شده‌است. وی الگو و سرمشقی برای شماری از سازمان‌ها و نهادها گردید، که برخی نام خود را از وی وام گرفتند. در ایالات متحده آمریکا، جرج واشینگتن را با وی قیاس می‌کنند و انجمن سینسیناتی∗، شهرستان سینسیناتوس، نیویورک، و نیز شهر سینسیناتی، اوهایو (البته به صورت غیرمستقیم) نام خود را از وی گرفته‌اند.
تاریخ نگاران امروزین برخی از وجوه داستانی که تیتوس لیویوس و برخی دیگر آن را بازگو کرده‌اند را زیر سؤال می‌برند؛ با این وجود، در این مورد معمولاً اتفاق نظر دارند که سینسیناتوس شخصیتی تاریخی بوده که به عنوان کنسول سوفکتوس در ۴۶۰ق. م و به عنوان دیکتاتور در ۴۵۸ق. م و (احتمالاً) دوباره در ۴۳۹ق. م خدمت کرده و پس از سرکوبی شورش مهیب پلبی‌ها، در حالی که تنها ۲۱ روز قدرت را در دست داشت، قدرت را واگذار و خود استعفا کرد.